# Sint-Agathakerk (Sint-Agatha-Rode)
De Sint-Agathakerk is een kerkgebouw in Sint-Agatha-Rode in de gemeente Huldenberg in de Belgische provincie Vlaams-Brabant. De kerk is gewijd aan de heilige Agatha van Sicilië. De kerk staat aan de Leuvensebaan en de St.-Agathastraat en wordt omgeven door een kerkhof met kerkhofmuur.

## Geschiedenis
In de 11e eeuw werd er hier waarschijnlijk al een kerk gebouwd door de graaf van Leuven, Godfried I, toen Sint-Agatha-Rode hier ontstond. Het was toen waarschijnlijk een romaans kerkgebouw. In 1140 werd de kerk door Godfried II overgedragen aan het kapittel van de collegiale Sint-Pieterskerk in Leuven.
Circa 1400 werd de kerk verbouwd en kreeg het de vorm die het 600 jaar later nog heeft. Eind 16e eeuw verwoestten de Geuzen de kerk en deze werd in de periode 1597-ca. 1608 herbouwd.
Rond het midden van de 18e eeuw werd er in opdracht van het Sint-Pieterskapittel een nieuwe sacristie gebouwd, omdat de oude al vele jaren in verval was. 

## Opbouw
Het gotische kerkgebouw bestaat uit een robuuste vierkante westtoren, een driebeukig schip met drie traveeën in pseudobasilicale opstand, een pseudo-transeptarm aan beide zijden van het schip in het verlengde van de zijbeuken en uit de meest oostelijke travee komen, en een driezijdig gesloten koor van twee traveeën. De toren heeft drie geledingen en een ingesnoerde torenspits.

## Galerij

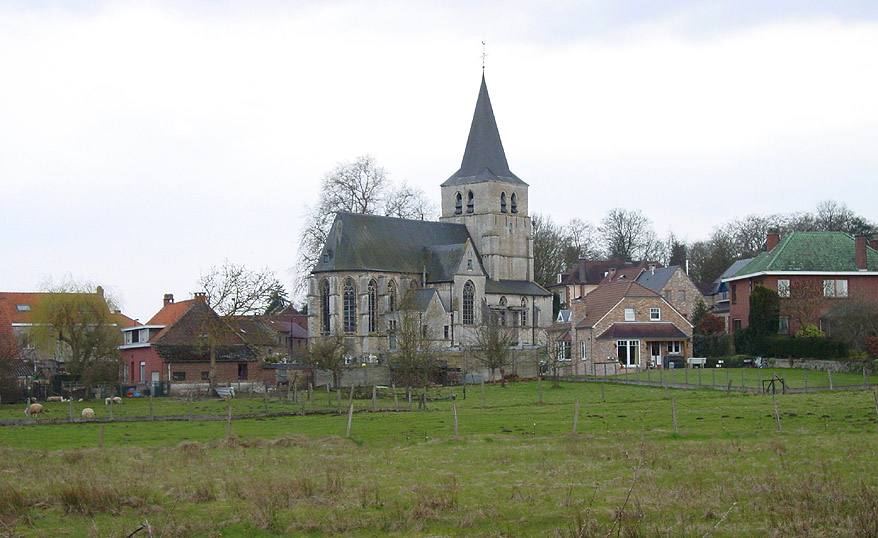
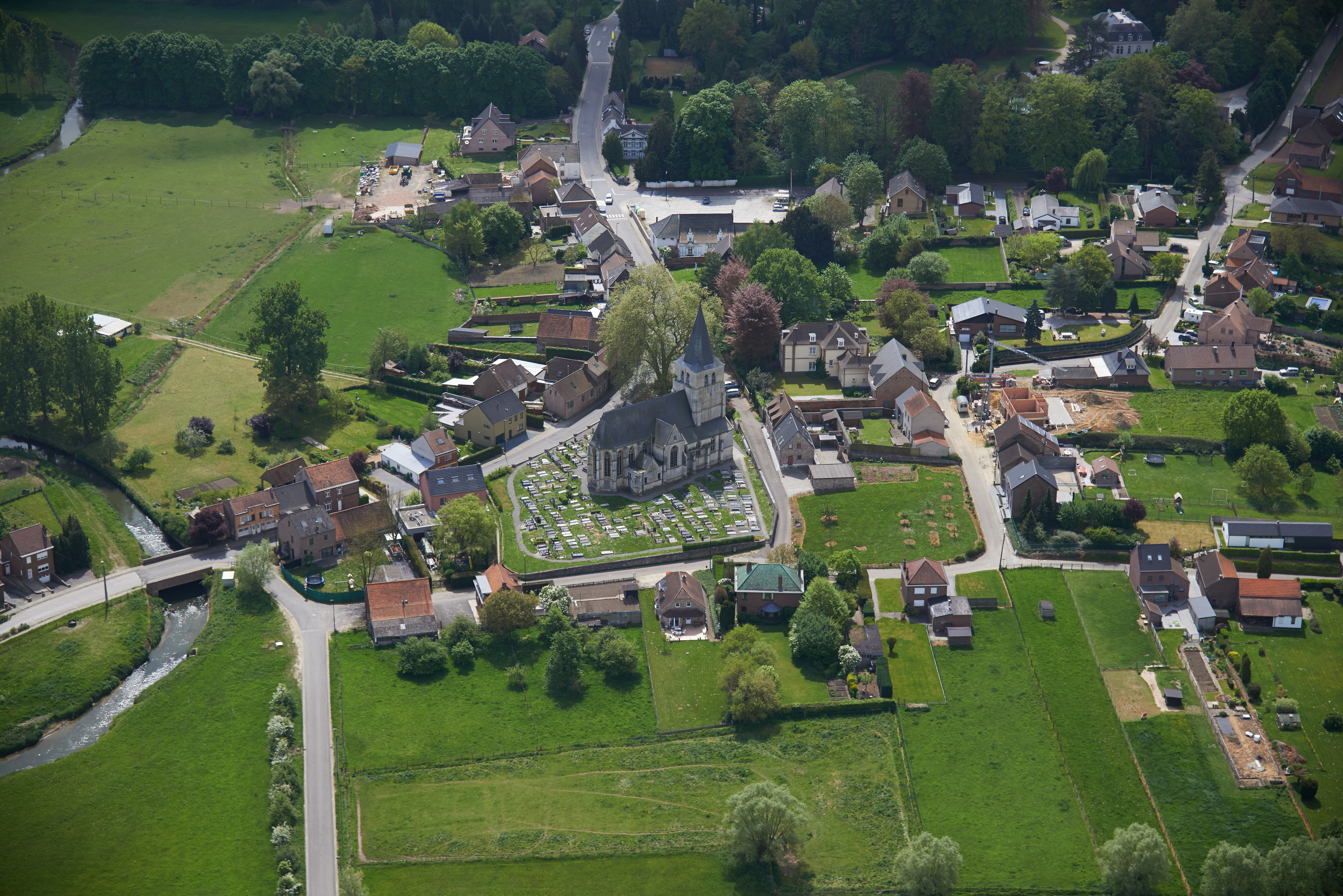
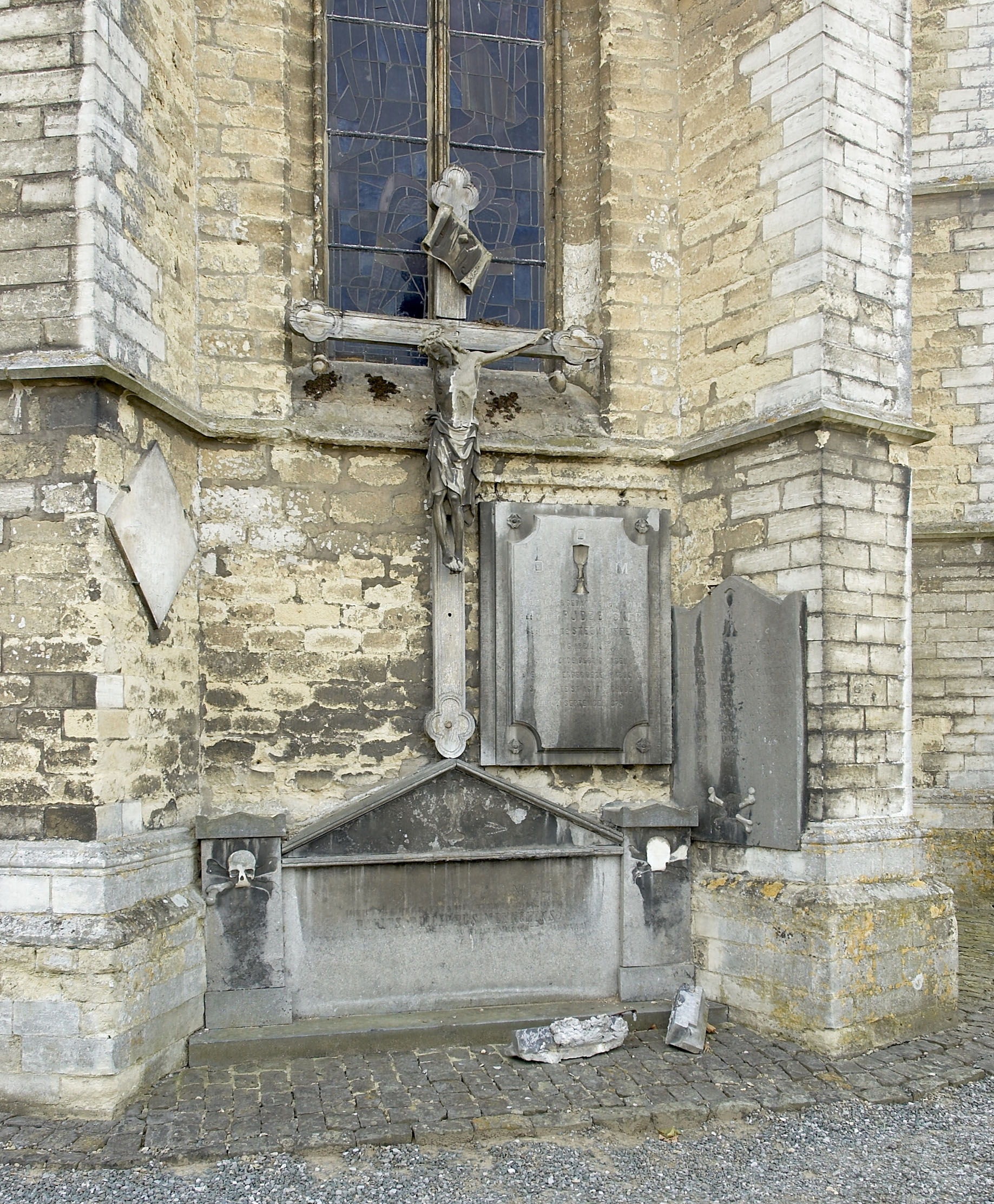